# ヴィクトリア線
ヴィクトリア線 (ヴィクトリアせん、英語: Victoria Line) はロンドン地下鉄の路線の一つである。地下鉄路線図の案内上では水色に着色されている。地表から深い位置にあるタイプの路線で、全長21kmで16の駅がある。年間で約1億6131万9000人ほどの乗客が利用している。ラッシュ時には2分から2分30秒置きで運行している。なお、ロンドン地下鉄の中で停車駅がある路線だとこの路線が一番運転距離が短い。また、ロンドン地下鉄の中でも遅れる頻度が高い路線である。

## 歴史
路線の建設は1962年に始まり、1970年まで続いた。ヴィクトリア線の登場は、他の路線、特にピカデリー線の混雑を非常に緩和させるに至った。ヴィクトリア線の名称決定は1955年にまで遡り、他の路線名案にはWalvic LineやViking Lineなどがあった。伝えられている話では、ヴィクトリア線の建設計画部の人の誰かが「ヴィクトリア線」という名称が「ぴったり」に聞こえた("Victoria Line"が"just right"と聞こえた)とき、新線の名前がヴィクトリア線に決まったという。